# IC 3479
IC 3479 је галаксија у сазвјежђу Береникина коса која се налази на листи објеката дубоког неба у Индекс каталогу.
Деклинација објекта је + 25° 24' 22" а ректасцензија 12h 32m 41,0s. Привидна величина (магнитуда) објекта IC 3479 износи 16,0 а фотографска магнитуда 17,0. IC 3479 је још познат и под ознакама Reiz 2494, KUG 1230+256, PGC 89618.